# Red and Anarchist Black Metal
Le Red and Anarchist Black Metal (abrégé RABM) est une forme de black metal jouée par des artistes s'autoproclamant communistes ou anarchistes dans leurs paroles. Le RABM est lancé en réponse au National socialist black metal (NSBM) par des metalleux de gauche. Néanmoins, le RABM possède sa propre description et se veut aussi controversé que le NSBM.

## Histoire
Pendant l'émergence du black metal et en particulier la seconde vague du genre en Norvège, le thème de la politique est évité. Certains comme Varg Vikernes tentent à leurs débuts d'éviter tout rapport avec la politique dans leurs paroles, se contentant de l'imagerie sataniste. Par la suite Varg sera une figure du néonazisme et du paganisme. Idéologiquement, Euronymous du groupe très influent Mayhem, est souvent cité dans la scène norvégienne car il s'autoproclamait communiste de la même manière que Joseph Staline et Pol Pot. Bien qu'étant autrefois membre de plusieurs différents groupes, Euronymous maintenait que l'idéologie de ces gouvernements autoritaires comptait dans ces croyances misanthropes et de ce fait, sa légitimité en tant que véritable communiste a souvent été sujet au débat.
L'un des premiers groupes à mêler crust punk au black metal est Iskra, originaire de Victoria, Colombie-Britannique, formé en 2002. L'idéologie d'Iskra se base sur l'anticapitalisme, l'anarchisme, et l'anti-globalisation, et est souvent considéré comme l'un des premiers groupes notables de RABM. Contrairement au NSBM, la scène RABM se compose d'individus partageant les mêmes objectifs.

## Idéologie et critiques
Le RABM est une (auto)-description de groupes de black metal, qui se centrent sur des paroles communistes et anarchistes. Du fait qu'il s'agisse véritablement d'une auto-description, seule une minorité de groupes se catégorise RABM (comme le groupe brésilien Gulag). Néanmoins, la notoriété du terme est toujours en débat.